# Madeleine Griselin
Madeleine Griselin, née en 1951 à Villerupt, est une géographe française, directrice de recherche émérite au CNRS, spécialisée en hydrologie continentale polaire. Elle a organisé et dirigé de nombreuses missions en Arctique, dont la première expédition polaire féminine en 1986.

## Travaux
Madelein Griselin fait des études de géographie à l’université Nancy-II et à l'EHESS Paris.
Dans le cadre de la préparation de sa thèse sur la fonte des glaciers, elle mène au Spitzberg de 1980 à 1981 une campagne d'observation de l'Austre Lovenbreen couvrant pour la première fois les périodes charnières de printemps et d'automne.
En 1982, elle soutient sa thèse de doctorat de cycle en géographie à l'université Nancy 2 sous la direction de René Frecaut. Sa thèse s'intitule Les écoulements liquides et solides sur les marges polaires : exemple du glacier Loven Est, Spitsberg, 79°N.
De 1983 à 1985, elle réalise un post-doctorat au Laboratoire de dynamique marine du Conseil national de recherche du Canada à Ottawa. 
En 1986, Madeleine Griselin prend la tête de la première expédition polaire féminine afin d'étudier la dérive transpolaire. Pour ce faire, l'équipe franco-canadienne composée de 8 femmes (six sur la glace, deux en soutien logistique) réalise 1 111 km de traversée à ski sur la banquise de l’océan Arctique, du Spitzberg au pôle Nord. Le groupe largue plusieurs balises Argos à différents endroits sur la banquise afin de mesurer la dérive transpolaire. Plus tard, les données récoltées permettent la rédaction d'une thèse sur le sujet. Malgré des gelures et l'abandon de deux d'entre elles, toutes reviennent saines et sauves. Cette expédition a également permis d'étudier les réactions physiques et psychologiques d'un groupe de femmes en milieu extrême.
À son retour, Madeleine Griselin part vivre deux ans dans le Grand Nord canadien, avant de rejoindre le CNRS au laboratoire environnement et paysage de Besançon (futur ThéMA), où elle dirige de nombreuses missions en Arctique.

## Prix et distinctions
- 1985 : Prix Jacques Bourcart de l’Académie des sciences ;
- 1986 : Médaille d’or de la ville de Villerupt et de la ville de Nancy ;
- 1987 : Médaille de vermeil de l’Académie des arts, des sciences et des lettres[2].

En 1988, Madeleine Griselin est lauréate du Grand prix de littérature sportive pour son livre intitulé Huit femmes pour un pôle et en 2002 elle reçoit le prix « Enseignement de la recherche » au Festival du film de chercheur de Nancy pour le cédérom Paysages vus du sol : principes d’analyse systématique, réalisé avec Serge Ormaux.

## Ouvrages publiés
- Madeleine Griselin, Huit femmes pour un pôle, Paris, Albin Michel, 1988, 370 p. (réédition en 2016).
- Madeleine Griselin, Chantal Carpentier, Joelle Maillardet et Serge Ormaux, Guide de la communication écrite : Savoir rédiger, illustrer et présenter rapports, dossiers, articles, mémoires et thèses, DunodGuide de la communication écrite=Dunod, 1992, 325 p. (rééditions en 1999 et en 2001).
- Sylvie Considère, Madeleine Griselin et Françoise Savoye, La classe paysage : découverte de l'environnement, proche en milieux urbains et rural du CP au CM2, Armand Colin, coll. « Pratique pédagogique », 1996, 142 p. (ISBN 2-200-01439-2 et 9782200014391).
- Madeleine Griselin, Serge Ormaux et Manola Salvador (aquarelles), Paysages vus du sol : principes d’analyse systématique, Université de Franche-Comté, Laboratoire ThéMA, 2002, cédérom (présentation en ligne).
- Madeleine Griselin (textes), Marcelle d'Andelarrot (textes), Manola Salvador (peintures et dessins) et Jean-Claude Wieber (préface), Carnets de chemin de Besançon à Compostelle … en aquarelle, Créer, 15 mars 2017 (ISBN 978-2848196145 et 2848196149). Marcelle d'Andelarrot est le nom de plume prêté par Madeleine Griselin à la petite chienne abandonnée trouvée dans les bois d’Andelarrot, qui les a accompagnées dans leur périple[7].